# Diaptomus lintoni
Diaptomus lintoni är en kräftdjursart som beskrevs av Forbes. Diaptomus lintoni ingår i släktet Diaptomus och familjen Diaptomidae. Inga underarter finns listade i Catalogue of Life.